# Raumzeit
Raumzeit oder Raum-Zeit-Kontinuum bezeichnet die gemeinsame Darstellung des dreidimensionalen Raums und der eindimensionalen Zeit in einer vierdimensionalen mathematischen Struktur. Diese Darstellung wird in der Relativitätstheorie benutzt.
Der Mensch erlebt Ort und Zeit als zwei verschiedene Gegebenheiten, unter anderem wegen der mit der Zeit verbundenen Kausalität (eine Wirkung kann nicht früher als ihre Ursache eintreten). In der klassischen Physik und größtenteils in der Technik werden Ort und Zeit als voneinander unabhängige Größen behandelt. Bei Geschwindigkeiten von der Größenordnung der Lichtgeschwindigkeit zeigt sich jedoch, dass sich Zeit und Ort eines Ereignisses gegenseitig bedingen. Zum Beispiel hängt der zeitliche Abstand zweier Ereignisse, wie er von einem bewegten Beobachter festgestellt wird, auch von ihrem räumlichen Abstand ab. Mit der Entwicklung der speziellen Relativitätstheorie wurde erkannt, dass es vorteilhaft ist, die beiden Größen als Koordinaten in einem gemeinsamen vierdimensionalen Raum, dem Minkowski-Raum, zu betrachten.
Im Zusammenhang der klassischen Mechanik ist der Raumzeitbegriff von Penrose und Arnold diskutiert worden.

## Raumzeit in der speziellen Relativitätstheorie

### Kausalität und Abstandsbegriff
Auch bei einer Kopplung von Raum und Zeit muss, falls Ereignis A das Ereignis B hervorruft, diese „Kausalität“ in allen Koordinatensystemen gelten; ein Koordinatensystemwechsel darf die Kausalität von Ereignissen nicht verändern. Die Kausalität wird mathematisch durch einen Abstandsbegriff definiert. Der Abstand zweier Ereignisse hängt von den drei Ortskoordinaten {\displaystyle x,y,z} und der Zeitkoordinate {\displaystyle t} ab. Wegen der Forderung nach der Erhaltung der Kausalität zweier Ereignisse oder allgemeiner nach der Lorentz-Invarianz müssen physikalische Modelle in mathematischen Räumen beschrieben werden, in denen Zeit und Raum in bestimmter Weise gekoppelt sind.
Es lässt sich ein absolut (absolut im Sinne der Invarianz gegenüber Koordinatenwechsel) gültiger Abstandsbegriff, z. B. die sogenannte Eigenzeit oder der „verallgemeinerte Abstand“, für Raumzeitpunkte („Ereignisse“) des vierdimensionalen Raum-Zeit-Kontinuums definieren, auch bei beliebig eng („infinitesimal“) benachbarten Ereignissen. Was davon als räumlicher und was als zeitlicher Abstand gemessen wird, hängt ab vom Bewegungszustand des Beobachters und (im Falle der allgemeinen Relativitätstheorie) von der Anwesenheit von Masse bzw. Energie (z. B. in Feldern).
Mathematisch wird die Raumzeit mit Hilfe einer pseudo-riemannschen Mannigfaltigkeit beschrieben, speziell im sogenannten Minkowski-Raum. Im Minkowski-Raum muss zur Berechnung von Abständen {\displaystyle \mathrm {\Delta } s} außer den Ortskoordinaten auch die Zeitkoordinate der Ereignisse berücksichtigt werden, also {\displaystyle c\mathrm {\Delta } t,\mathrm {\Delta } x,\mathrm {\Delta } y,\mathrm {\Delta } z} mit der Lichtgeschwindigkeit {\displaystyle c}. Die klassische Berechnung von räumlichen Abständen in kartesischen Koordinaten – der quadrierte Abstand ist {\displaystyle \textstyle (\mathrm {\Delta } x)^{2}+(\mathrm {\Delta } y)^{2}+(\mathrm {\Delta } z)^{2}} – wird daher modifiziert: Der quadrierte verallgemeinerte Abstand von zwei Ereignissen im Minkowski-Raum ist {\displaystyle \textstyle (\mathrm {\Delta } s)^{2}=(c\mathrm {\Delta } t)^{2}-(\mathrm {\Delta } x)^{2}-(\mathrm {\Delta } y)^{2}-(\mathrm {\Delta } z)^{2}} und wird auch Raumzeit-Metrik oder Raumzeit-Intervall genannt. Die hier benutzten Vorzeichen {\displaystyle \textstyle (+,-,-,-)} sind die Signatur der Metrik und teilweise eine Frage der Konvention. Es gibt andere, gleichwertige Signaturen, etwa {\displaystyle \textstyle (-,+,+,+)}, oder weniger gebräuchliche wie {\displaystyle \textstyle (\mathrm {i} ,+,+,+)}, wo {\displaystyle \mathrm {i} } mit {\displaystyle \mathrm {i} ^{2}=-1} die imaginäre Einheit  der komplexen Zahlen ist.

### Minkowski-Raum, Vierervektoren
In der speziellen Relativitätstheorie (SRT) werden die dreidimensionalen Raumkoordinaten {\displaystyle (x,y,z)} um eine Zeitkomponente {\displaystyle ct} zu einem Vierervektor im Minkowski-Raum {\displaystyle \mathbb {M} ^{4}=\mathbb {R} ^{1,3}} („Raumzeit“) erweitert, also {\displaystyle (ct,x,y,z)}.
Ein Punkt in der Raumzeit besitzt drei Raumkoordinaten sowie eine Zeitkoordinate und wird als Ereignis oder Weltpunkt bezeichnet.
Für Ereignisse wird ein invarianter raum-zeitlicher Abstand definiert. Im klassischen euklidischen Raum, einem dreidimensionalen kartesischen Koordinatensystem, bleibt das differentielle räumliche Abstandsquadrat (euklidische Norm) zweier Punkte lediglich unter Galilei-Transformationen konstant:
{\displaystyle \mathrm {d} s^{2}=\mathrm {d} x^{2}+\mathrm {d} y^{2}+\mathrm {d} z^{2}}
In der SRT dagegen wird ein für alle Beobachter identischer (verallgemeinerter) Abstand definiert, der auch unter Lorentz-Transformationen konstant (invariant) bleibt (diese Invarianz definiert man durch die Forderung, dass der vierdimensionale Abstand bzw. die Minkowski-Metrik konstant (invariant) unter einer linearen Koordinatentransformation ist, wodurch sich die oben erwähnte Homogenität der Raumzeit ausdrückt):
{\displaystyle \mathrm {d} s^{2}:=\eta _{\mu \nu }\mathrm {d} x^{\mu }\mathrm {d} x^{\nu }=c^{2}\mathrm {d} t^{2}-\mathrm {d} x^{2}-\mathrm {d} y^{2}-\mathrm {d} z^{2}}.
Dies ist die quadrierte Minkowski-Norm, welche die uneigentliche Metrik (Abstandsfunktion) der flachen Raumzeit erzeugt. Sie wird durch das (indefinite) invariante Skalarprodukt auf dem Minkowski-Raum induziert, welches sich als Wirkung des (pseudo)-metrischen Tensors {\displaystyle \eta _{\mu \nu }=\mathrm {diag} (+1,-1,-1,-1)} definieren lässt:
{\displaystyle \mathbf {x} \cdot \mathbf {y} =\eta _{\mu \nu }x^{\mu }y^{\nu }} (beachte: Einsteinsche Summenkonvention)
Dieser metrische Tensor wird im physikalischen Sprachgebrauch auch als „Minkowski-Metrik“ oder „flache Metrik“ der Raumzeit bezeichnet, obwohl er im eigentlichen Sinne nicht mit der Metrik an sich zu verwechseln ist. Es handelt sich mathematisch vielmehr um ein Skalarprodukt auf einer pseudoriemannschen Mannigfaltigkeit.
Bei dem Linienelement {\displaystyle \mathrm {d} s} handelt es sich bis auf den Faktor {\displaystyle 1/c} um die differentielle Eigenzeit:
{\displaystyle \mathrm {d} \tau ={\frac {\mathrm {d} s}{c}}=\mathrm {d} t\cdot {\sqrt {1-{\frac {v^{2}}{c^{2}}}}}}.
Diese wird mit einer mitbewegten Uhr gemessen, also im „momentan begleitenden Inertialsystem“, in dem das auf der Weltlinie befindliche Teilchen ruht: {\displaystyle (v(t)\equiv 0)}.
Ein Element (Vektor) der Raumzeit heißt
- zeitartig, wenn {\displaystyle \mathrm {d} s^{2}>0} gilt (Raumzeit-Abstand reell). Zwei Ereignisse, für die {\displaystyle \mathrm {d} s^{2}} positiv ist, sind gegenseitig sichtbar, d. h., sie liegen innerhalb des Lichtkegels.
- raumartig, wenn {\displaystyle \mathrm {d} s^{2}<0} gilt (Raumzeit-Abstand imaginär). Zwei Ereignisse, für die {\displaystyle \mathrm {d} s^{2}} negativ ist, sind raumzeitlich so weit voneinander entfernt, dass ein Lichtstrahl nicht rechtzeitig von einem zum anderen Ereignis gelangen kann. Da Information entweder über Licht oder Materie übertragen wird und die Geschwindigkeit von Materie in der Relativitätstheorie niemals die Lichtgeschwindigkeit erreichen kann (und somit auch nicht überschreiten kann), können solche Ereignisse niemals in einer Ursache-Wirkung-Beziehung stehen. Sie könnten nur mit Überlichtgeschwindigkeit wahrgenommen werden, sind also prinzipiell gegenseitig unsichtbar, d. h., sie liegen außerhalb des Lichtkegels.
- lichtartig, wenn {\displaystyle \mathrm {d} s^{2}=0} gilt. Licht bewegt sich stets genau mit der Geschwindigkeit {\displaystyle c}, so dass für es in allen Bezugssystemen {\displaystyle \mathrm {d} s^{2}\equiv 0} gilt (Konstanz der Lichtgeschwindigkeit, das Ausgangsprinzip der speziellen Relativitätstheorie).

Die Klassifizierung der Raumzeit-Vektoren (raumartig, lichtartig oder zeitartig) bleibt bei den zulässigen Transformationen (Lorentztransformationen) unverändert (Invarianz des Lichtkegels).
Praktische Anwendung findet das Rechnen mit Raumzeitvektoren in der Kinematik schneller Teilchen.

### Mathematische Motivation der Minkowski-Metrik
- Betrachtet man den D’Alembert-Operator {\displaystyle \Box }, bestehend aus der zweiten partiellen Ableitung nach der Zeit und dem Laplace-Operator mit

{\displaystyle \Box ={\frac {1}{c^{2}}}{\frac {\partial ^{2}}{\partial t^{2}}}-{\vec {\nabla }}^{2}},
so ist zu erkennen, dass man auch abkürzend
{\displaystyle \Box =\partial _{\mu }\partial ^{\mu }}
schreiben kann, wenn folgende zwei Vierervektoren eingeführt werden:
{\displaystyle \partial _{\mu }=\left({\frac {1}{c}}{\frac {\partial }{\partial t}},{\vec {\nabla }}\right)}
{\displaystyle \partial ^{\mu }=\left({\frac {1}{c}}{\frac {\partial }{\partial t}},-{\vec {\nabla }}\right)}
In diesem Fall tritt die Zeit als vierte Dimension auf, die Metrik {\displaystyle \eta _{\mu \nu }} muss also von einer {\displaystyle 4\times 4}-Matrix induziert sein.
- Da die vier Dimensionen linear unabhängig sind, lässt sich {\displaystyle \eta _{\mu \nu }} auf Diagonalform bringen (Hauptachsentransformation).

{\displaystyle (\eta _{\mu \nu })=\left({\begin{array}{cccc}\alpha _{0}&0&0&0\\0&\alpha _{1}&0&0\\0&0&\alpha _{2}&0\\0&0&0&\alpha _{3}\end{array}}\right)}
- Aufgrund der Forderung, dass es keine ausgezeichneten Raumzeit-Koordinaten gibt, können die Diagonalelemente nur den Wert {\displaystyle \pm 1} besitzen. Für die Raumkoordinaten wird hier {\displaystyle -1} gewählt. Dies ist aber eine Konvention, die nicht einheitlich verwendet wird.

{\displaystyle (\eta _{\mu \nu })=\left({\begin{array}{cccc}\pm 1&0&0&0\\0&\mp 1&0&0\\0&0&\mp 1&0\\0&0&0&\mp 1\end{array}}\right)}
- Die Zeitkomponente kann nicht dasselbe Vorzeichen haben wie die Raumkomponenten. Hierzu betrachtet man wieder den D’Alembert-Operator {\displaystyle \Box }:

{\displaystyle \Box =\partial _{\mu }\partial ^{\mu }=\eta _{\mu \nu }\partial ^{\mu }\partial ^{\nu }}
Daraus ergäbe sich als homogene Wellengleichung für eine Welle {\displaystyle \psi }
{\displaystyle \left({\vec {\nabla }}^{2}+{\frac {1}{c^{2}}}{\frac {\partial ^{2}}{\partial t^{2}}}\right)\psi =0}
Setzt man nun für {\displaystyle \psi } eine ebene Welle an, d. h. {\displaystyle \psi ({\vec {r}},t)=A\,e^{\mathrm {i} ({\vec {k}}\cdot {\vec {r}}-\omega t)}}, so ergäbe sich eine komplexe Frequenz, und damit wäre {\displaystyle \psi } exponentiell gedämpft. In diesem Fall gäbe es also keine dauerhaften ebenen Wellen, was im Widerspruch zur Beobachtung steht. Folglich muss die Zeitkomponente ein anderes Vorzeichen haben:
{\displaystyle (\eta _{\mu \nu })=\left({\begin{array}{cccc}1&0&0&0\\0&-1&0&0\\0&0&-1&0\\0&0&0&-1\end{array}}\right)}
Daraus ergibt sich die korrekte homogene Wellengleichung
{\displaystyle \left({\vec {\nabla }}^{2}-{\frac {1}{c^{2}}}{\frac {\partial ^{2}}{\partial t^{2}}}\right)\psi =0}

### Minkowski-Diagramm
Im Minkowski-Diagramm können die Verhältnisse geometrisch dargestellt und analysiert werden. Wegen der komplexen Eigenschaft der Zeitkomponente wird dort die Drehung der Zeitachse mit umgekehrtem Vorzeichen wie die Drehung der Koordinatenachse dargestellt.

## Raumzeit in der allgemeinen Relativitätstheorie

### Nichteuklidische Geometrien
Grundlage zur Beschreibung der Raumzeit in der allgemeinen Relativitätstheorie ist die pseudo-riemannsche Geometrie. Die Koordinatenachsen sind hier nichtlinear, was als Raumkrümmung interpretiert werden kann. Für die vierdimensionale Raumzeit werden die gleichen mathematischen Hilfsmittel wie zur Beschreibung einer zweidimensionalen Kugeloberfläche oder für Sattelflächen herangezogen. Als unumstößlich angesehene Aussagen der euklidischen Geometrie, insbesondere das Parallelenaxiom, müssen in diesen Theorien aufgegeben und durch allgemeinere Beziehungen ersetzt werden. Die kürzeste Verbindung zwischen zwei Punkten ist hier beispielsweise kein Geradenteilstück mehr. Einer Geraden in der euklidischen Geometrie entspricht die Geodäte in der nicht-euklidischen Welt; im Falle einer Kugeloberfläche sind die Geodäten die Großkreise. Die Winkelsumme im – aus Geodätenabschnitten bestehenden – Dreieck ist auch nicht mehr 180 Grad. Im Falle der Kugeloberfläche ist sie größer als 180 Grad, im Falle von Sattelflächen dagegen kleiner.

### Raumzeit-Krümmung
Die Krümmung von Raum und Zeit wird durch jede Form von Energie und Impuls, wie etwa Masse, Strahlung oder Druck, verursacht. Diese Größen bilden zusammen den Energie-Impuls-Tensor und gehen in die Einsteingleichungen als Quelle des Gravitationsfeldes ein. Daraus resultiert eine krummlinige Bewegung von kräftefreien Körpern entlang von Geodäten. In einem infinitesimalen Raumabschnitt (lokale Karte) gilt stets die flache Metrik der speziellen Relativitätstheorie. Wird die gekrümmte Bewegung einer Gravitationsbeschleunigung  {\displaystyle g} zugeschrieben, muss die konstante Raumkrümmung mit dem Faktor {\displaystyle g/c^{2}} beschrieben werden. Im Modell der gekrümmten Raumzeit jedoch existiert so etwas wie eine Gravitationskraft gar nicht, an ihre Stelle ist eine für alle kräftefreien Körper in diesem (infinitesimalen) Raumabschnitt gleiche Krümmung der Weltlinien (Bewegungskurven in der Raumzeit) getreten. 
In vielen populären Darstellungen der allgemeinen Relativitätstheorie wird häufig nicht beachtet, dass die dem Gravitationsfeld zugeschriebenen Wirkungen nicht allein durch Krümmung des dreidimensionalen Raums, sondern erst durch die Krümmung der vierdimensionalen Raumzeit hervorgerufen werden. Dass stets Raum und Zeit gekrümmt sein müssen, ist anschaulich leicht zu verstehen: Wäre nur der Raum gekrümmt, so wäre die Trajektorie eines geworfenen Steines immer dieselbe, egal welche Anfangsgeschwindigkeit der Stein besäße, da er stets nur dem gekrümmten Raum folgen würde. Nur durch die zusätzliche Krümmung der Zeit können die je nach Geschwindigkeit  verschiedenen Trajektorien zustande kommen. Im Rahmen der ART kann dies auch mathematisch gezeigt werden.
Im normalen, dreidimensionalen Raum ist nur die Projektion der Weltlinien auf die Bewegungsebene sichtbar. Hat der Körper die Geschwindigkeit {\displaystyle v}, so ist die Weltlinie gegenüber der Zeitachse geneigt, und zwar um den Winkel α mit {\displaystyle \tan \alpha =v/c}. Die Projektion der Bahn wird mit steigendem {\displaystyle v} um den Faktor {\displaystyle 1/\sin \alpha } länger, der Krümmungsradius um den gleichen Faktor {\displaystyle 1/\sin \alpha } größer, die Winkeländerung also kleiner. Die Krümmung (Winkeländerung pro Längenabschnitt) ist daher um den Faktor {\displaystyle \sin ^{2}\alpha } kleiner.
Mit
{\displaystyle \sin \alpha ={\frac {v}{c}}{\frac {1}{\sqrt {1+{\frac {v^{2}}{c^{2}}}}}}}
folgt dann aus der Weltlinienkrümmung {\displaystyle g/c^{2}} für die beobachtete Bahnkrümmung {\displaystyle \kappa =1/R} im dreidimensionalen Raum
{\displaystyle \kappa ={\frac {g}{v^{2}}}\cdot \left(1+{\frac {v^{2}}{c^{2}}}\right)}.

### Raumkrümmung und Zentrifugalbeschleunigung
Für kleine Geschwindigkeiten v≪c ist die Bahnkrümmung g/v2 und entspricht damit dem Wert bei einer klassischen Zentrifugalbeschleunigung. Für Lichtstrahlen mit v=c hat der Faktor (1 + v2/c2) den Wert 2, die Krümmung 2g/c2 entspricht also dem doppelten Wert der klassischen Betrachtung g/c2. Die Winkelabweichung von Sternenlicht der Fixsterne in Sonnennähe sollte also doppelt so groß sein wie im klassischen Fall. Dies wurde von Arthur Eddington im Rahmen einer Afrikaexpedition zur Beobachtung der Sonnenfinsternis von 1919 erstmals verifiziert, was große Aufmerksamkeit fand und zur Durchsetzung der Allgemeinen Relativitätstheorie wesentlich beitrug. Seine Beobachtungen erwiesen sich in späteren Analysen zwar als ungenau, nachfolgende Beobachtungen bei Sonnenfinsternissen bestätigten aber die Vorhersagen der Allgemeinen Relativitätstheorie.
Wegen dieser kleinen Abweichung vom klassischen Wert sind (ungestörte) Planetenbahnen auch keine exakten Ellipsen, sondern unterliegen einer Apsidendrehung. Eine solche bis dahin in der Himmelsmechanik nicht erklärbare Apsidendrehung war zuvor beim Planeten Merkur beobachtet worden und fand durch die Allgemeine Relativitätstheorie eine Erklärung.

## Symmetrien
Die Raumzeit ist charakterisiert durch eine Anzahl von Symmetrien, die sehr wichtig für die darin geltende Physik sind. Zu diesen Symmetrien zählen neben den Symmetrien des Raumes (Translation, Rotation) auch die Symmetrien unter Lorentztransformationen (Wechsel zwischen Bezugssystemen verschiedener Geschwindigkeit). Letzteres stellt das Relativitätsprinzip sicher.